# جان كريستنسن
جان كريستنسن (بالدنماركية: Jan Christensen)‏ هو مجدف دنماركي، ولد في القرن العشرين.

## وصلات خارجية
- جان كريستنسن على موقع الاتحاد الدولي للتجديف (الإنجليزية)